# Boulevardier
Boulevardier är en cocktail som består av whisky (bourbon), söt vermouth och Campari. Den har sitt ursprung som en obskyr cocktail i slutet av 1920-talets Paris, och var i stort sett bortglömd i 80 år, innan den återupptäcktes i slutet av 2000-talet som en del av hantverkscocktailrörelsen. Den ökade snabbt i popularitet på 2010-talet som en variant av negroni, och blev en officiell IBA-cocktail 2020.